# ОК Спартак Суботица
ОК Спартак Суботица је одбојкашки клуб из Суботице, Србија. Клуб је основан 1945. године, а тренутно се такмичи у Суперлиги Србије, првом рангу такмичења.

## Историја
Клуб је основан 1945. године.
Спартак је био најуспешнији половином 1970-их, када је био првак Југославије 1975, а након тога следеће сезоне 1975/76. у Купу европских шампиона заузео треће место.
Клуб је из елитног ранга испао у сезони 2008/09. У сезони 2010/11. након освајања другог места у Првој лиги, играо је бараж за улазак у Суперлигу против Железничара из Београда, али није био успешан. Спартак је у сезони 2011/12. био успешнији, освојио је прво место и пласман у виши ранг, Суперлигу Србије.

## Успеси
- Прва лига Југославије
  - Првак (1): 1974/75.
  - Други (2): 1949, 1950.

- Куп европских шампиона
  - Треће место (1): 1975/76.